# Маркетинговый евангелизм
Маркетинговый евангелизм — продвинутая форма маркетинга «из уст в уста», при которой компании развивают в клиентах настолько сильную веру в особенность/специфичность продукта или услуги, что клиенты-евангелисты искренне и бесплатно советуют другим купить и использовать этот продукт. Клиенты становятся добровольными сторонниками бренда, действующими от лица компании.
Маркетинговый евангелизм порой путают с партнёрским маркетингом, однако партнёрские программы предлагают поощрения в денежном эквиваленте, либо в виде продуктов, клиенты-евангелисты же распространяют свои рекомендации и привлекают новых клиентов исключительно из-за веры в бренд, не ради получения материальных поощрений. Евангелистская цель клиентов — принести пользу другим людям.
Так как они действуют самостоятельно, клиенты-евангелисты часто получают наибольшее влияние на потенциальных клиентов. Факт, что клиенты-евангелисты не оплачиваются и не связаны ни с одной компанией, делает их советы для других заслуживающими наибольшего доверия.
Евангелизм происходит от греческого слова, обозначающего «приносить добрые вести», маркетинговый термин заимствован из религии, так как клиенты, опираясь на свою веру в продукт или услугу, «проповедуют», привлекая последователей.

## История
Многие считают отцом маркетингового евангелизма Гая Кавасаки, бывшего chief evangelist (главного евангелиста) Apple Inc. В своих книгах «Стартап: 11 мастер-классов от экс-евангелиста Apple и самого дерзкого венчурного капиталиста Кремниевой долины» (The Art of Start) и «Как свести конкурентов с ума» (How to Drive Your Competition Crazy) Кавасаки заявляет, что движущей силой евангелизма является желание каждого человека сделать мир лучше. Клиенты-евангелисты распространяют свои рекомендации и привлекают новых клиентов благодаря своей вере, а не за материальные поощрения.

## Виды маркетингового евангелизма
- Маркетинговый евангелизм применим к любому типу продуктов или услуг
- Технологический евангелизм (также IT-евангелизм) — евангелизм в маркетинге информационных технологий
- Платформенный евангелизм (также API-евангелизм) — использования технологического евангелизма в многосторонних платформах для акселерации роста платформенной эко-системы, создаваемой независимыми разработчиками.

## Сообщества пользователей
Один из путей к евангелизму — создание пользовательских сообществ для распространения информации и обсуждения продуктов или услуг. Некоторые компании организовывают специальные мероприятия для этого, так Saturn, подразделение General Motors, организовывает в Теннесси ежегодный летний пикник для тысяч покупателей. Другой пример — Harley Owners Groups (HOGS), клуб, организуемый Harley-Davidson, объединяющий байкеров локально и глобально с помощью квартальных и годовых встреч по всему миру.
Starbucks Corporation, сеть кофеен по всему миру, основало онлайн-сообщество пользователей в 2008 году. My Starbucks Idea создано для сбора отзывов предложений и клиентов. В течение первого года существования сообщества было предложено около 70 тысяч идей через сайт, и около 50 нововведений, основанных на пользовательских предложениях, были реализованы.

## Также
- Краудсорсинг
- Маркетинг из уст в уста
- Продвижение
- Лояльность к бренду
- Управление репутацией
- Реклама
- Диффузия инноваций
- Маркетинг
- ИТ-евангелист